# Darłowo (gmina)
Pour la ville, voir Darłowo.
Darłowo est une gmina rurale du powiat de Sławno, Poméranie-Occidentale, dans le nord-ouest de la Pologne. Son siège est la ville de Darłowo, bien qu'elle ne fasse pas partie du territoire de la gmina.
La gmina couvre une superficie de 269,84 km2 pour une population de 8 000 habitants en 2016.

## Géographie
La gmina inclut les villages de Barzowice, Bobolin, Boryszewo, Borzyszkowo, Bukowo Morskie, Cisowo, Czarnolas, Dąbki, Dąbkowice, Darłowiec, Dobiesław, Dobiesław-Kolonia, Domasławice, Drozdowo, Gleźnówko, Gleźnowo, Gorzebądz, Jeżyce, Jeżyczki, Jeżyczki-Kolonia, Kępka, Kopań, Kopnica, Kowalewice, Kowalewiczki, Krupy, Leśnica, Nowy Jarosław, Nowy Kraków, Palczewice, Pęciszewko, Porzecze, Różkowo, Rusko, Sińczyca, Słowinko, Słowino, Spławie, Stary Jarosław, Sulimice, Trzmielewo, Wicie, Wiekowice, Wiekowo, Zagórzyn, Zakrzewo (incluant Zakrzewo Dolne et Zakrzewo Górne), Zielnowo et Żukowo Morskie.
La gmina borde la ville de Darłowo et les gminy de Malechowo, Mielno, Postomino, Sianów et Sławno.